# Fundacja im. Hansa Böcklera
Fundacja im. Hansa Böcklera (niem. Hans-Böckler-Stiftung) – fundacja prowadzona przez Federację Niemieckich Związków Zawodowych (DGB).
Powstała w 1977 z mocy uchwały DGB w wyniku fuzji jej poprzedniczki Stiftung Mitbestimmung i Hans-Böckler-Gesellschaft. W 1995 do fundacji włączono pierwszą instytucję naukową – Wirtschafts- und Sozialwissenschaftliches Institut. W ramach fundacji działa też utworzony na początku 2005 Institut für Makroökonomie und Konjunkturforschung (IMK).
Działalność fundacji skupia się na wspieraniu niemieckiego systemu współdecydowania pracowników w zakładach pracy, ponadto prowadzeniu badań na polu nauk ekonomiczno-społecznych oraz udzielaniu stypendiów studentom i doktorantom.
Fundacja jest finansowana darowiznami, odprowadzanymi w dużej części przez zorganizowanych w związkach zawodowych przedstawicieli pracowników w radach nadzorczych z ich poborów, a także ze środków Federalnego Ministerstwa Oświaty i Nauki. Jej roczny budżet opiewa na 40,5 miliona euro (stan według sprawozdania finansowego fundacji za rok 2004).